# شصت و دومین مراسم گلدن گلوب
۶۲مین مراسم گلدن گلوب به (انگلیسی 62th Golden Globe Awards) به افتخار بهترین فیلم و تلویزیون سال ۲۰۰۴ در ۱۶ ژانویه ۲۰۰۵ در لس آنجلس کالیفرنیا برگزار شد. بهترین فیلم درام به هوانورد به کارگردانی مارتین اسکورسیزی رسید. و بهترین بازیگر نقش اول مرد لئوناردو دی‌کاپریو برای فیلم هوانورد و بهترین بازیگر نقش اول زن هیلاری سوانک برای فیلم دختر میلیون دلاری که توانستند برنده گوی زرین شوند. فیلم راه‌های فرعی در هفت قسمت کاندیدای گوی زرین شد که فقط توانست در دو قسمت برنده شود. موفق‌ترین فیلم این دوره هوانورد بود که موفق به دریافت چهار گوی زرین از ۶۲مین مراسم گلدن گلوب دریافت کند.

## برندگان و نامزدها
| بهترین فیلم | بهترین فیلم |
| درام | موزیکال یا کمدی |
| --- | --- |
| - - هوانورد - نزدیک‌تر - در جستجوی ناکجاآباد - هتل رواندا - کینزی - 'دختر میلیون دلاری | - - راه‌های فرعی - درخشش ابدی یک ذهن پاک - شگفت‌انگیزان - شبح اپرا - ری |
| بهترین اجرای فیلم - درام | |
| بهترین بازیگر مرد | بهترین بازیگر زن |

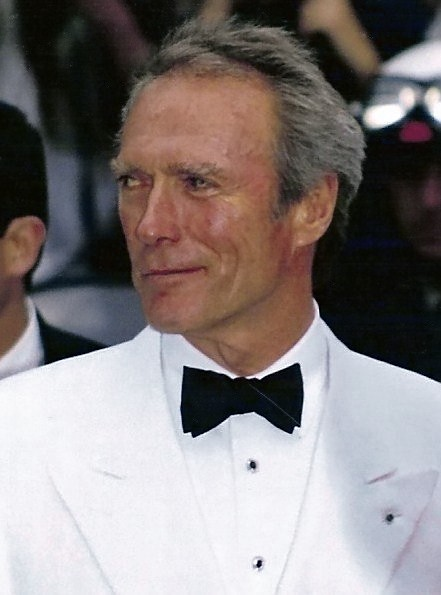
کلینت ایستوود، برنده بهترین کارگردان

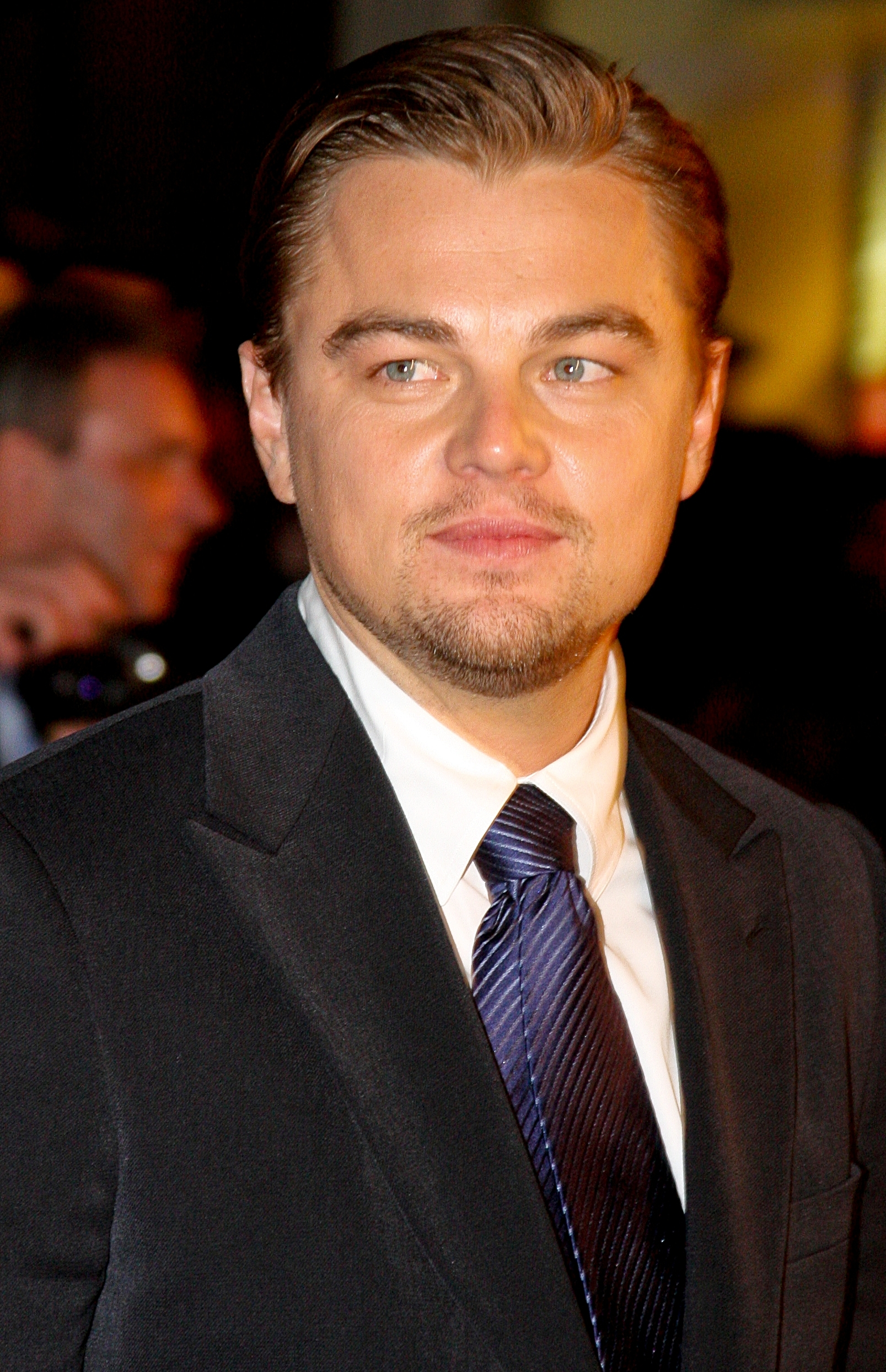
لئوناردو دی‌کاپریو، برنده بهترین بازیگر مرد فیلم درام

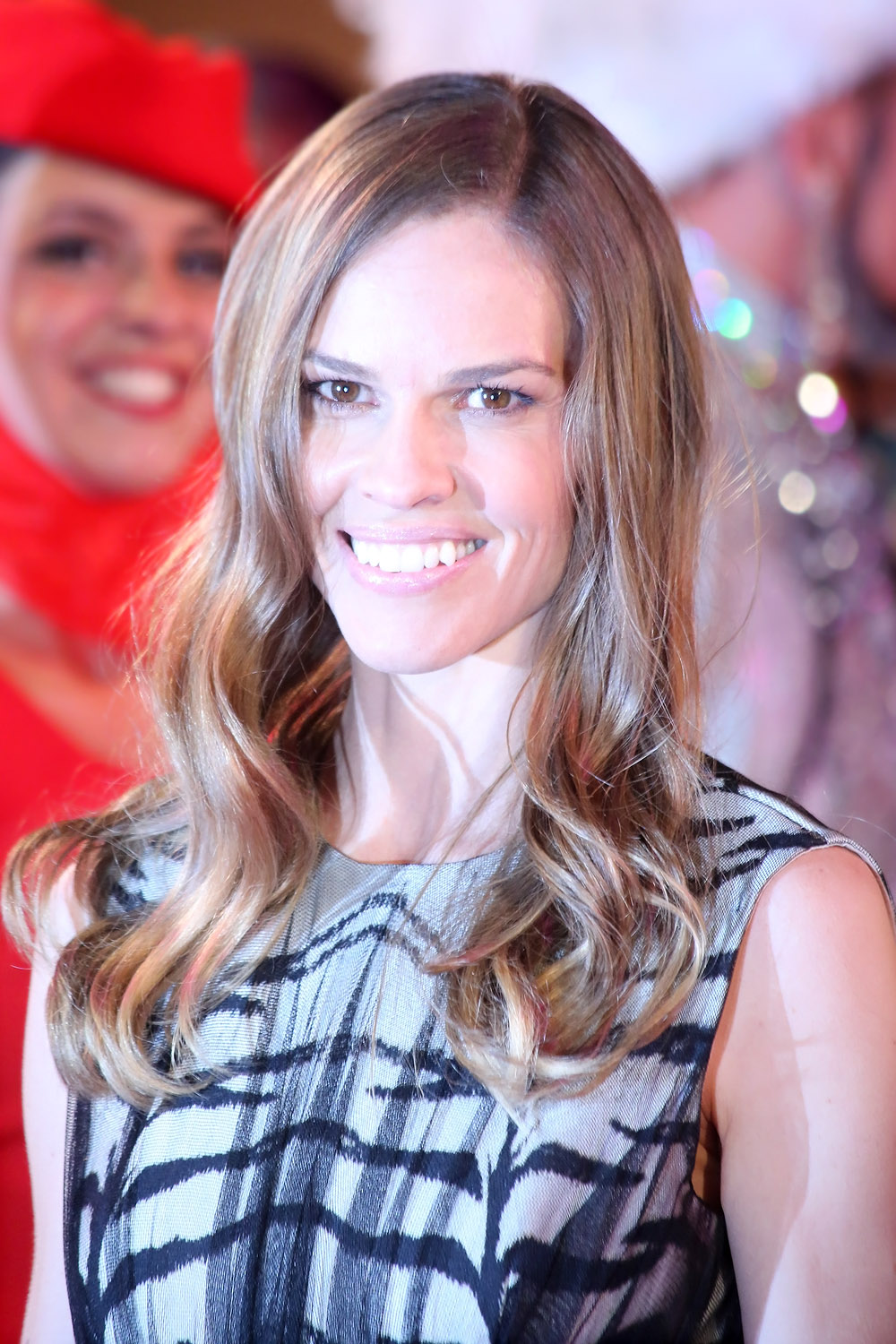
هیلاری سوانک، برنده بهترین بازیگر زن فیلم درام

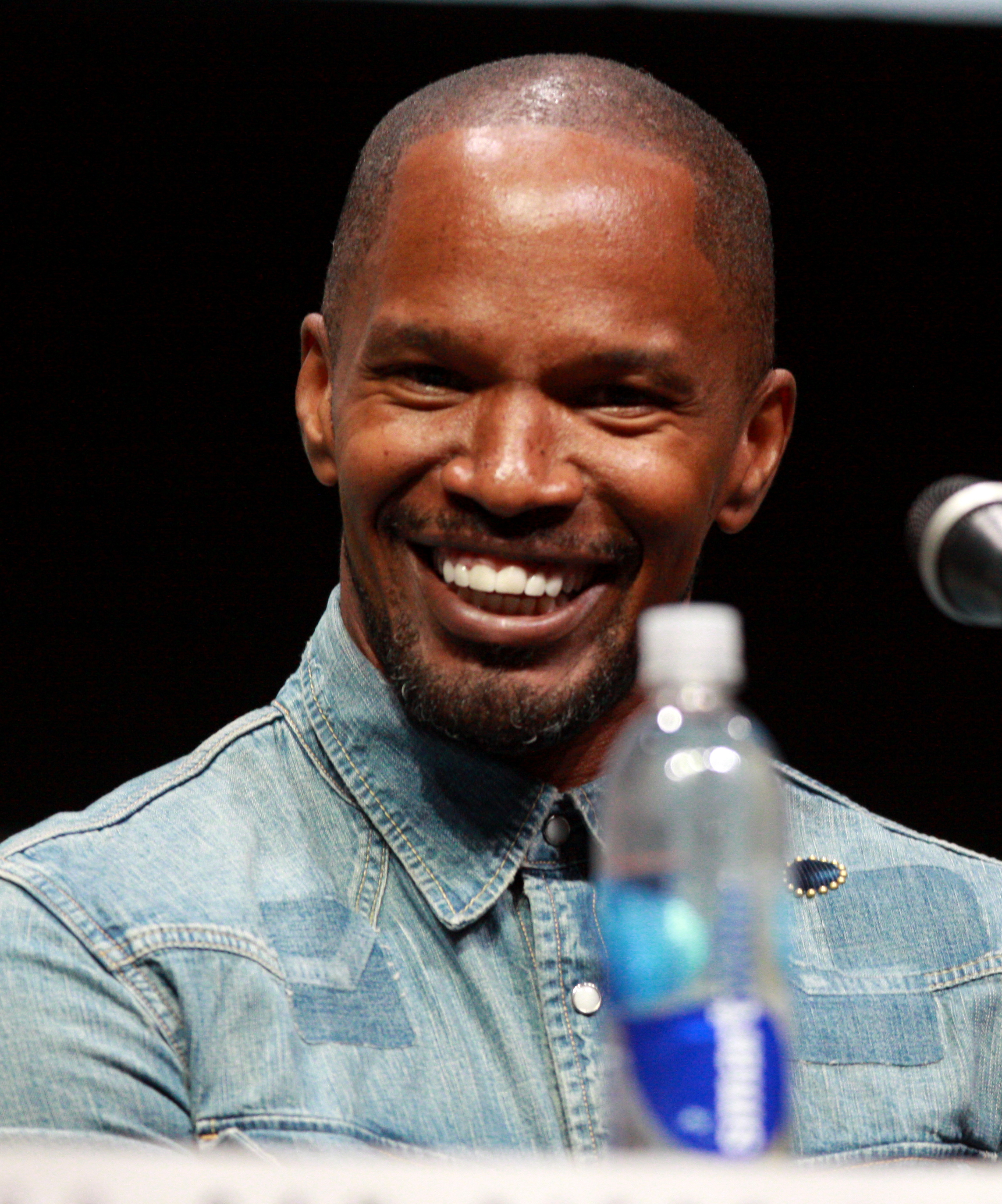
جیمی فاکس، برنده بهترین بازیگر مرد فیلم کمدی یا موزیکال

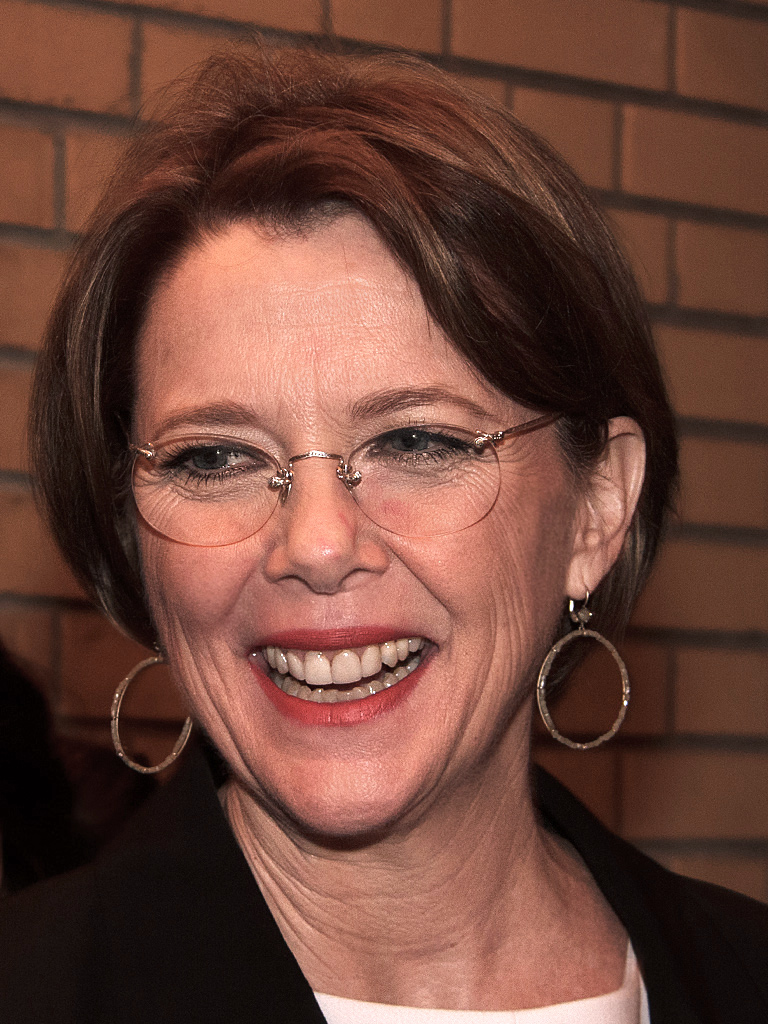
آنت بنینگ، برنده بهترین بازیگر زن فیلم کمدی یا موزیکال

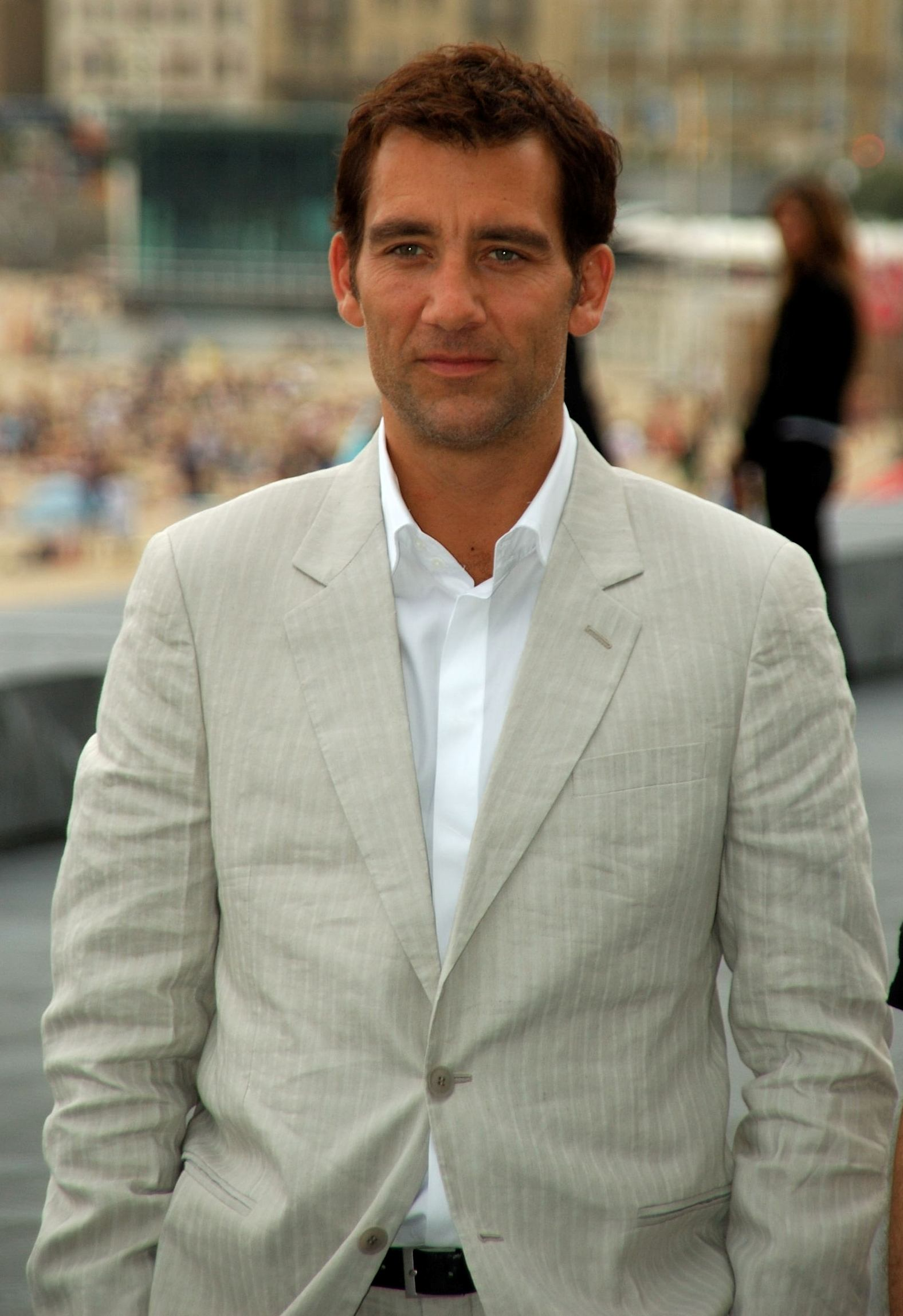
کلایو اوون، برنده بهترین بازیگر مکمل مرد فیلم درام

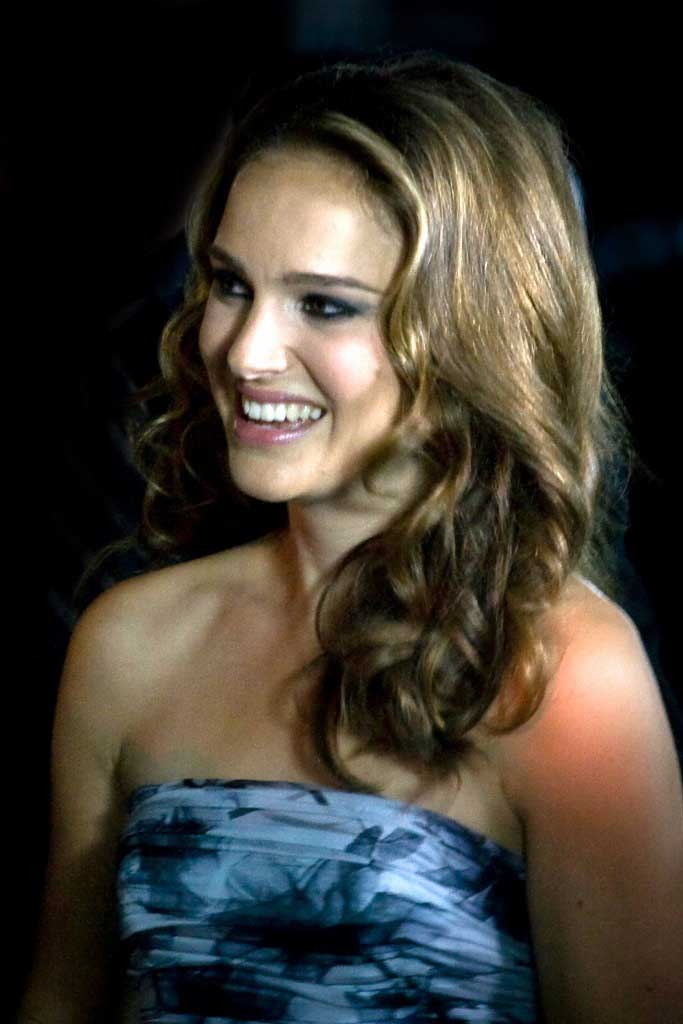
ناتالی پورتمن، برنده بهترین بازیگر مکمل زن فیلم درام

| - - لئوناردو دی‌کاپریو برای فیلم هوانورد - خاویر باردم برای فیلم دریای درون - دان چیدل برای فیلم هتل رواندا - جانی دپ برای فیلم در جستجوی ناکجاآباد - لیام نیسون برای فیلم کینزی                                              | - - هیلاری سوانک برای فیلم دختر میلیون دلاری - اسکارلت جوهانسون برای فیلم ترانه عاشقانه‌ای برای بابی لانگ - نیکول کیدمن برای فیلم تولد - ایملدا استنتون برای فیلم ورا دریک - برای فیلم بیل را بکش بخش ۲ |
| بهترین اجرای فیلم - موزیکال یا کمدی | |
| بهترین بازیگر مرد | بهترین بازیگر زن |
| - - جیمی فاکس برای ری - جیم کری برای فیلم درخشش ابدی یک ذهن پاک - پل جیاماتی برای فیلم راه‌های فرعی - کوین کلاین برای فیلم د - دوست داشتنی - کوین اسپیسی برای فیلم فراتر از دریا                                              | - - آنت بنینگ برای فیلم جولیا بودن - اشلی جاد برای فیلمد - دوست داشتنی - امی رسوم برای فیلم شبح اپرا - کیت وینسلت برای فیلم درخشش ابدی یک ذهن پاک - رنه زلوگر برای فیلم بریجت جونز: نکته باریک         |
| بهترین اجرای برای نقش مکمل در فیلم- درام، موزیکال یا کمدی | |
| بهترین بازیگر نقش مکمل مرد | بهترین بازیگر نقش مکمل زن |
| - - کلایو اوون برای فیلم نزدیک‌تر - دیوید کارادین برای فیلمبیل را بکش بخش ۲ - توماس هادن چرچ برای فیلم راه‌های فرعی - جیمی فاکس برای فیلم وثیقه - مورگان فریمن برای فیلم دختر میلیون دلاری                                     | - - ناتالی پورتمن برای فیلم نزدیک‌تر - کیت بلانشت برای فیلمهوانورد - لورا لینی برای فیلم کینزی - ویرجینیا مادسن برای فیلم راه‌های فرعی - مریل استریپ برای فیلم کاندیدای منچوری                           |
| بهترین کارگردانی | بهترین فیلمنامه |
| - - دختر میلیون دلاری برای کارگردانی کلینت ایستوود - در جستجوی ناکجاآباد برای کارگردانی مارک فورستر - نزدیک‌تر برای کارگردانی مایک نیکولز - راه‌های فرعی برای کارگردانی الکساندر پین - هوانورد برای کارگردانی مارتین اسکورسیزی | - - راه‌های فرعی - درخشش ابدی یک ذهن پاک - هوانورد - در جستجوی ناکجاآباد - نزدیک‌تر |

### فیلم‌هایی با چندین نامزدی
| نامزدی‌ها | فیلم                  |
| -------- | --------------------- |
| ۷        | راه‌های فرعی           |
| ۶        | هوانورد               |
| ۵        | نزدیک‌تر               |
| ۵        | در جستجوی ناکجاآباد   |
| ۵        | دختر میلیون دلاری     |
| ۴        | درخشش ابدی یک ذهن پاک |
| ۳        | شبح اپرا              |
| ۳        | کینزی                 |
| ۳        | هتل رواندا            |

### فیلم‌هایی با چند جایزه
- هوانورد ۳ گوی زرین
- راه‌های فرعی ۲ گوی زرین
- دختر میلیون دلاری ۲ گوی زرین
- نزدیک‌تر ۲ گوی زرین

## بهترین سریال تلویزیونی
| بهترین سریال                                   | بهترین سریال                                                                |
| جایزه گلدن گلوب بهترین سریال تلویزیونی         | جایزه گلدن گلوب بهترین سریال موزیکال یا کمدی                                |
| ---------------------------------------------- | --------------------------------------------------------------------------- |
| - - نیپ/تاک - ۲۴ - جنگل مرده - لاست - سوپرانوز | - - کدبانوهای وامانده - پرورش شکست‌خورده - انتورایج - سکس و شهر - ویل و گریس |

## برندگان گوی زرین مرد و زن سریال تلویزیونی

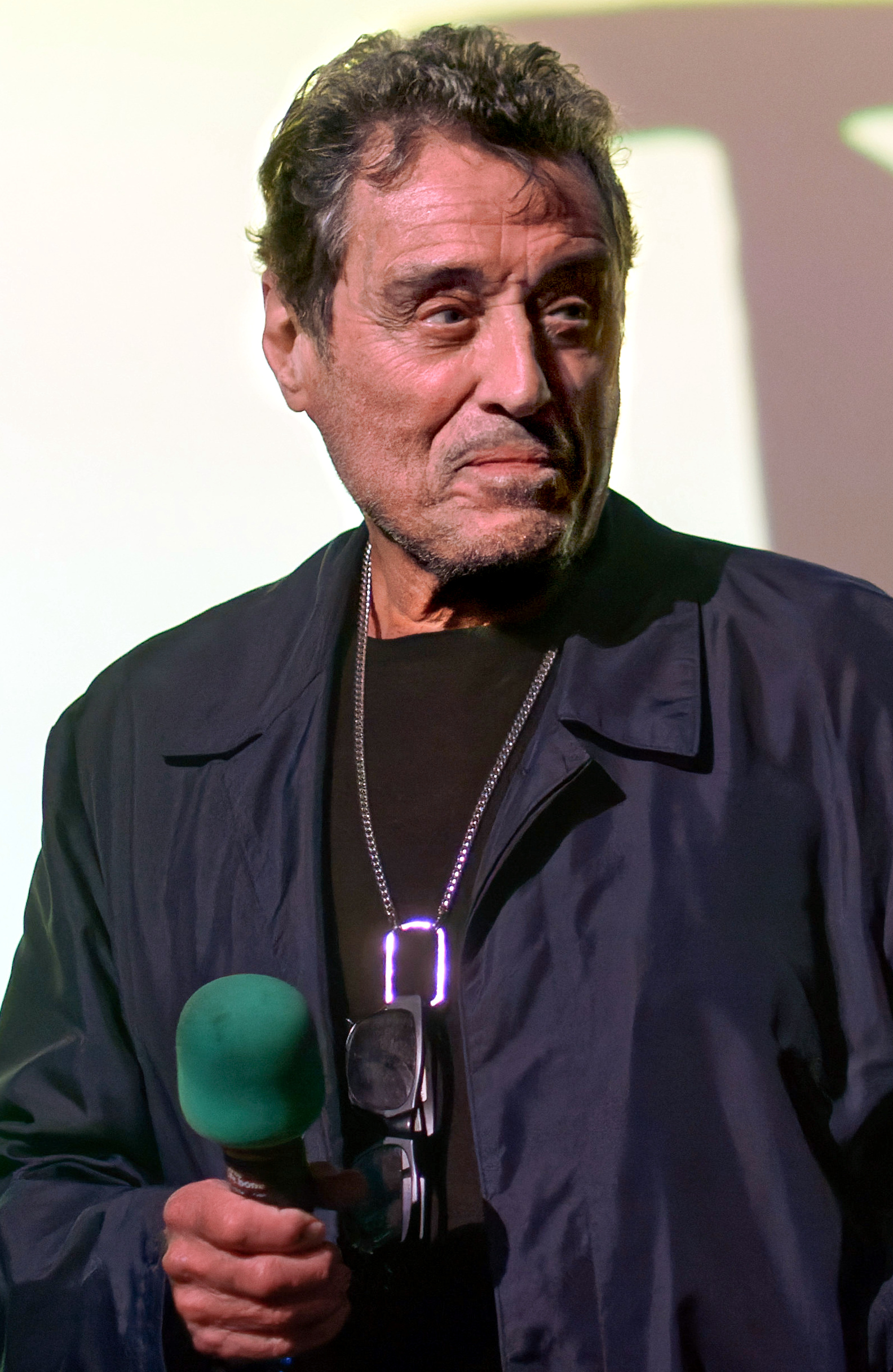
یان مک‌شین، برنده بهترین بازیگر نقش اول مرد در یک سریال تلویزیونی - درام
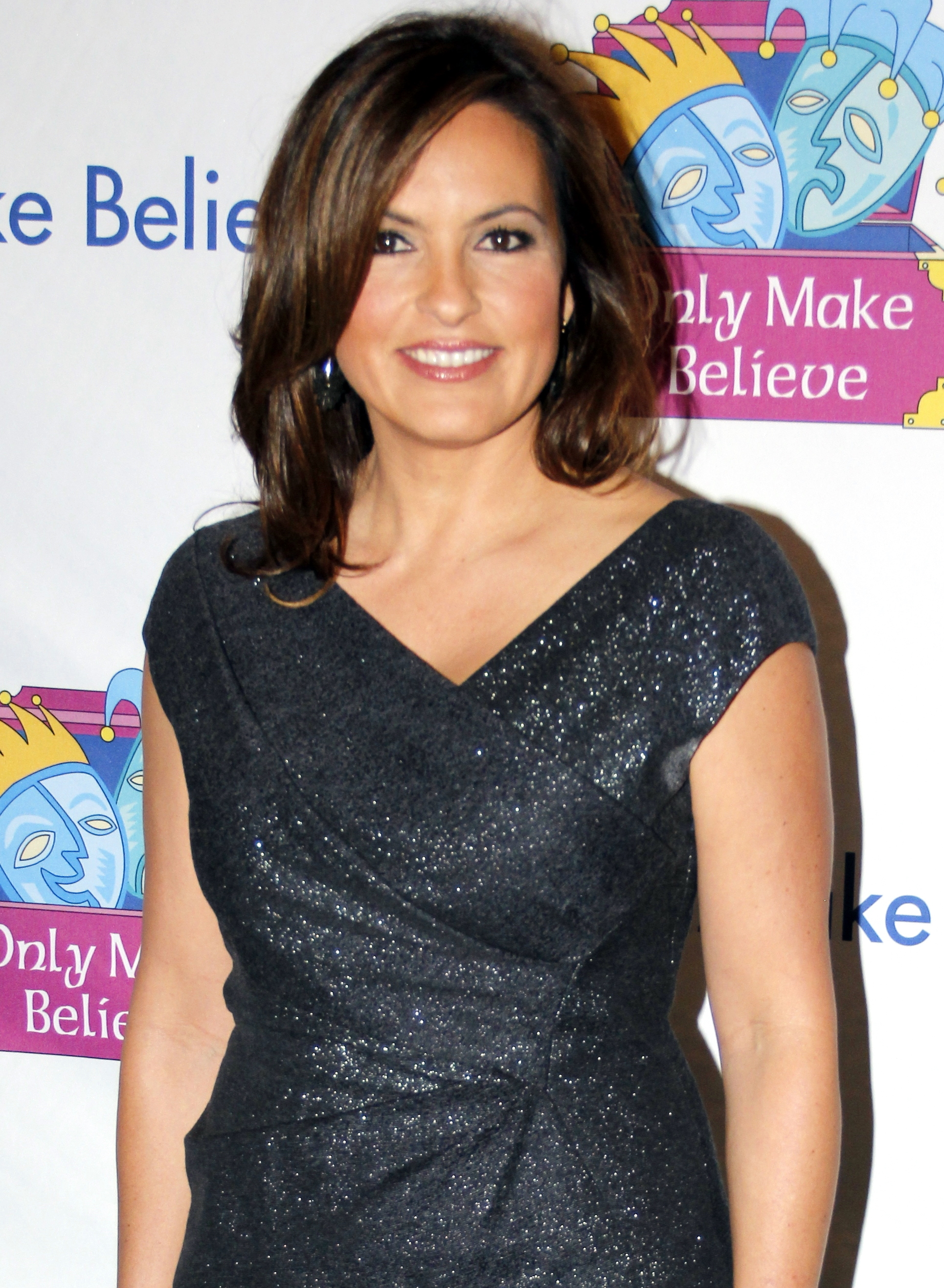
ماریسکا هارگیتای، برنده بهترین بازیگر نقش اول زن در یک سریال تلویزیونی - درام
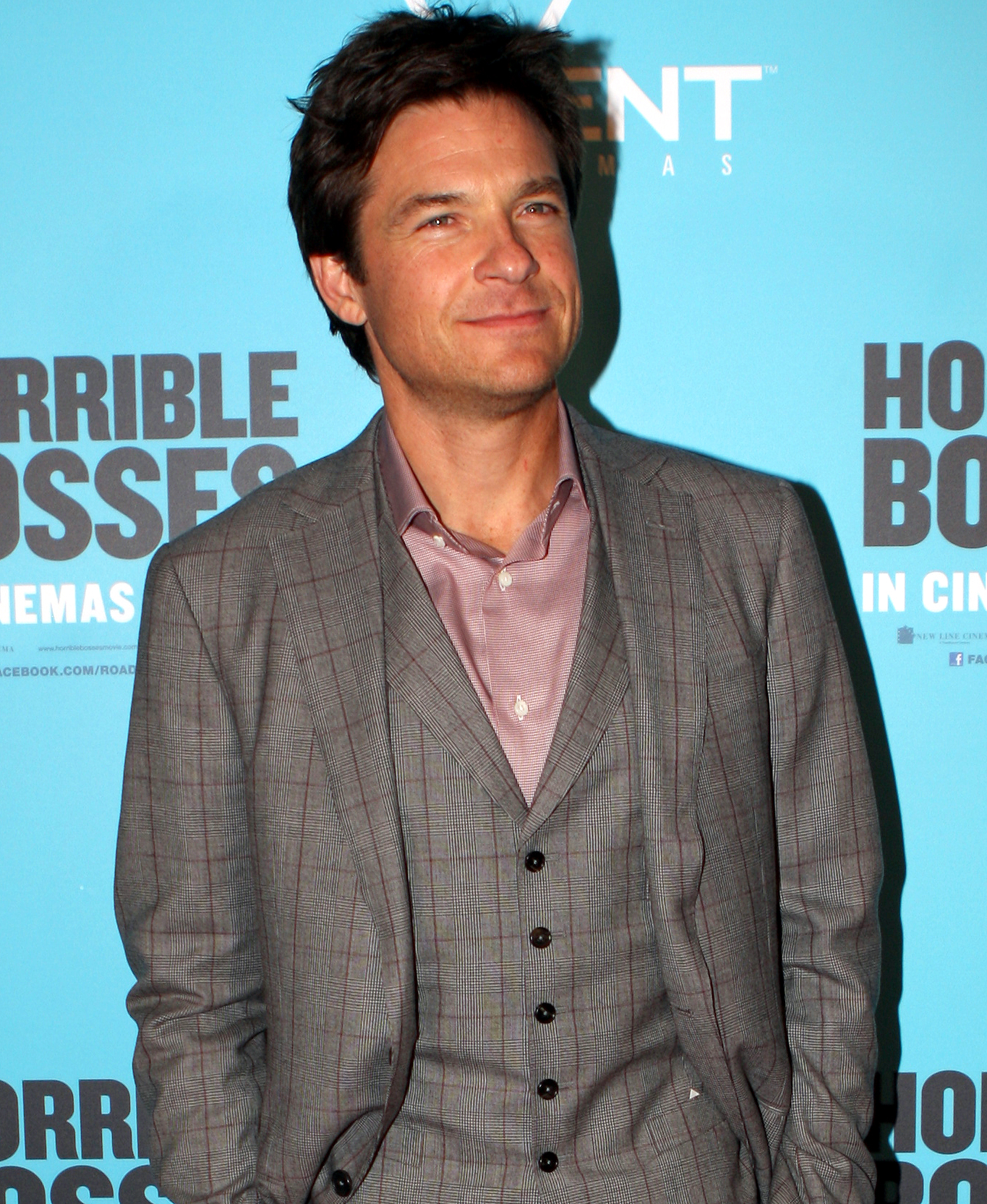
جیسون بیتمن،برنده بهترین بازیگر نقش اول مرد در یک سریال تلویزیونی - موزیکال یا کمدی
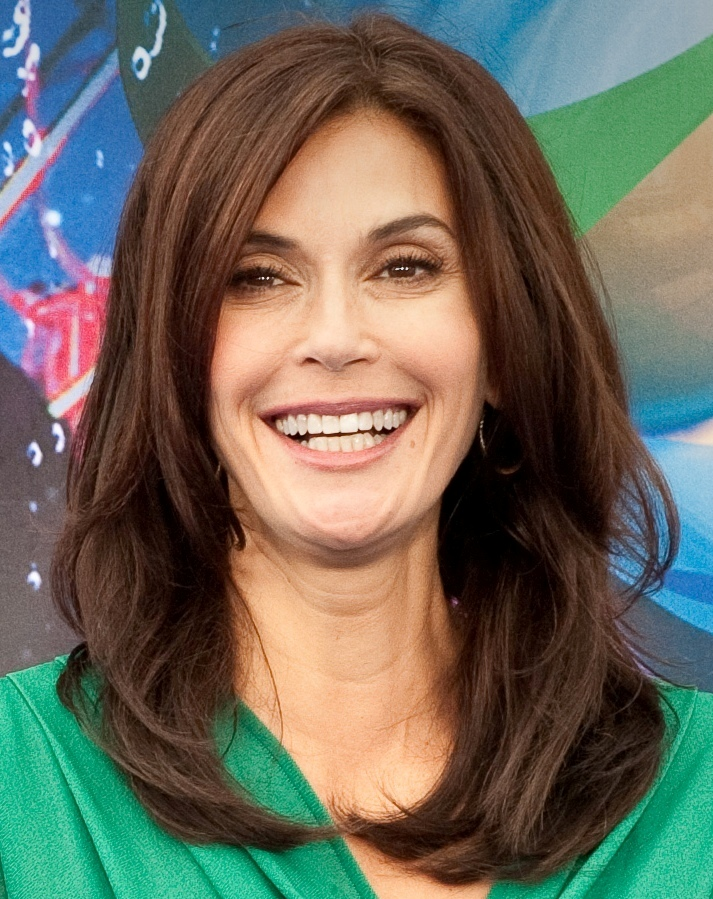
تری هچر برنده بهترین بازیگر نقش اول زن در یک سریال تلویزیونی - کمدی یا موزیکال

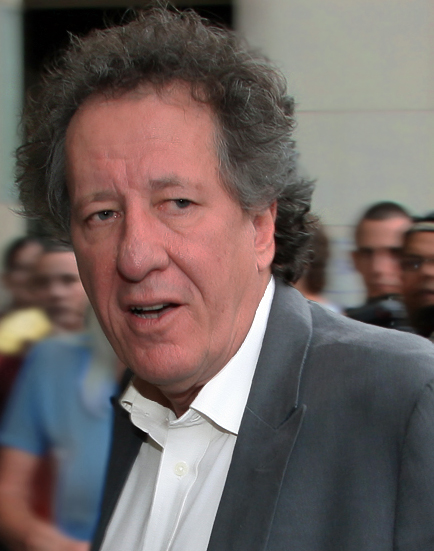
جفری راش، برنده بهترین بازیگر نقش اول مرد در یک مینی سریال یا فیلم ساخته شده برای تلویزیون
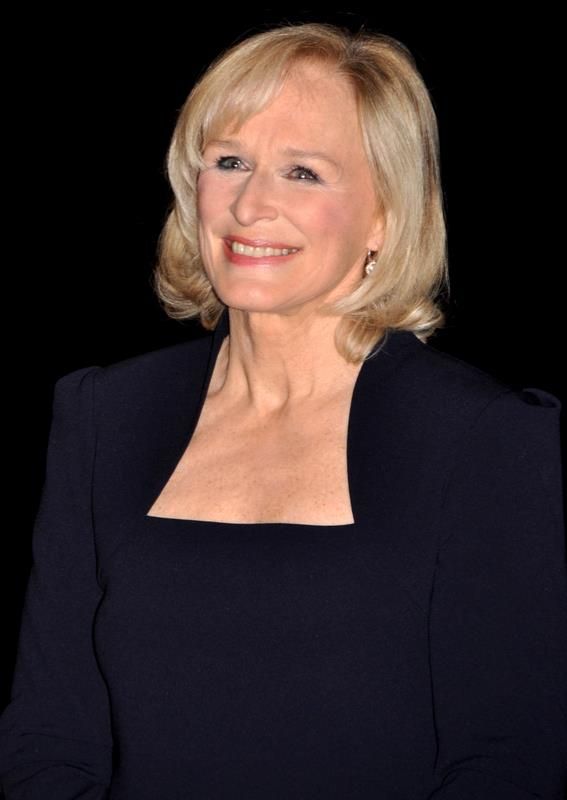
گلن کلوز، برنده بهترین بازیگر نقش اول زن در یک مینی سریال یا فیلم ساخته شده برای تلویزیون
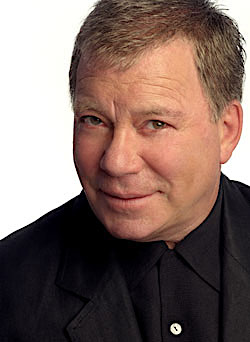
ویلیام شاتنر، برنده بهترین بازیگر مرد در نقش مکمل در یک ، مینی سریال یا فیلم ساخته شده برای تلویزیون
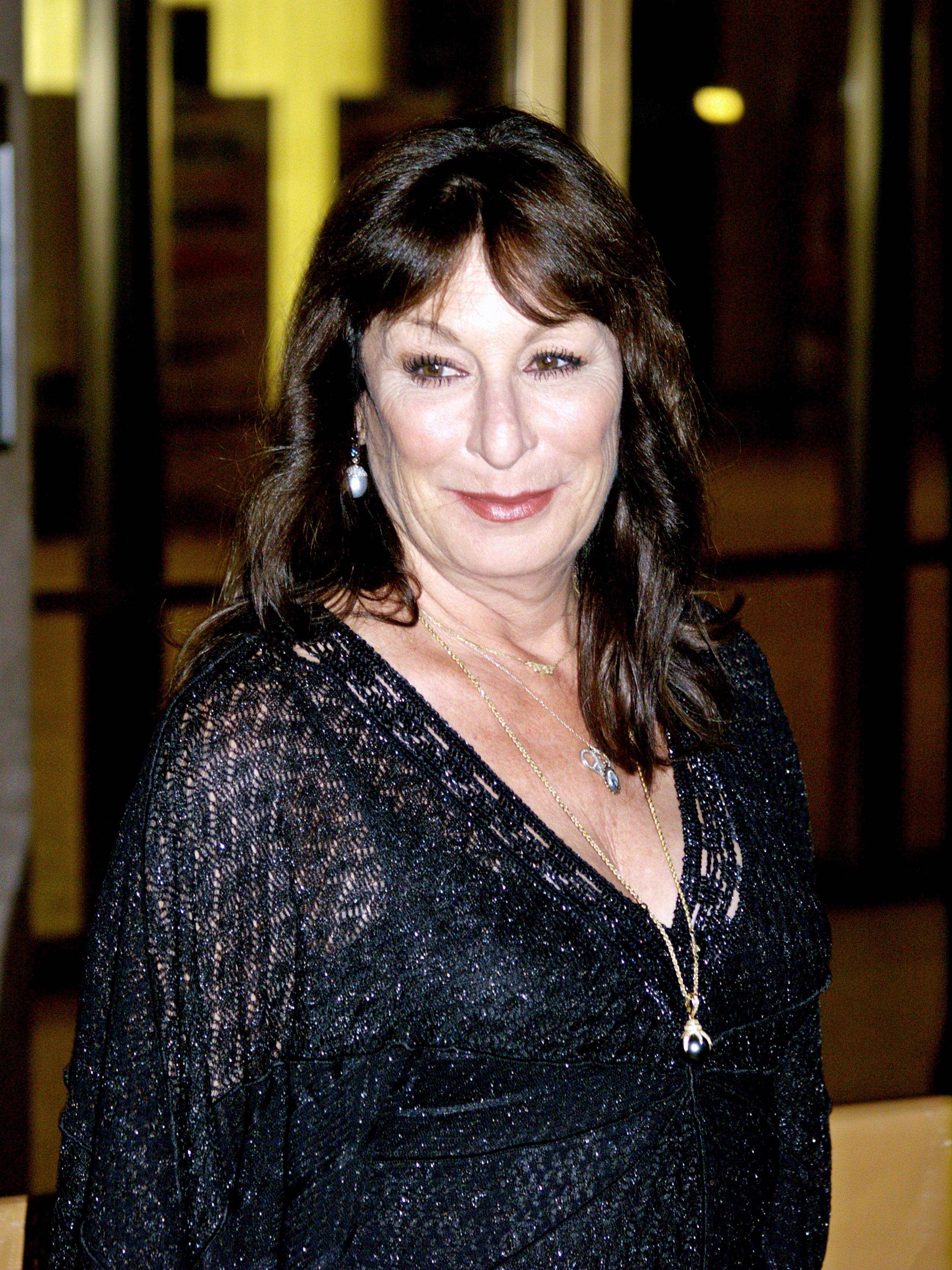
آنجلیکا هیوستون، برنده بهترین بازیگر زن در نقش مکمل در یک ، مینی سریال یا فیلم ساخته شده برای تلویزیون